# Molophilus issikii
Molophilus issikii är en tvåvingeart som beskrevs av Alexander 1928. Molophilus issikii ingår i släktet Molophilus och familjen småharkrankar.
Artens utbredningsområde är Taiwan. Inga underarter finns listade i Catalogue of Life.